# Вудсток (Міннесота)
Вудсток (англ. Woodstock) — місто (англ. city) в США, в окрузі Пайпстоун штату Міннесота. Населення — 110 осіб (2020).

## Географія
Вудсток розташований за координатами 44°0′40″ пн. ш. 96°5′48″ зх. д. / 44.01111° пн. ш. 96.09667° зх. д. (44.011198, -96.096672).  За даними Бюро перепису населення США в 2010 році місто мало площу 1,36 км², уся площа — суходіл.

## Демографія
Згідно з переписом 2010 року, у місті мешкали 124 особи в 55 домогосподарствах у складі 30 родин. Густота населення становила 92 особи/км².  Було 70 помешкань (52/км²).
Расовий склад населення:
| - 98,4 % — білих - 0,8 % — корінних американців - 0,8 % — азіатів |

До двох чи більше рас належало 0,0 %. Частка іспаномовних становила 0,0 % від усіх жителів.
За віковим діапазоном населення розподілялося таким чином: 20,2 % — особи молодші 18 років, 61,3 % — особи у віці 18—64 років, 18,5 % — особи у віці 65 років та старші. Медіана віку мешканця становила 45,0 року. На 100 осіб жіночої статі у місті припадало 100,0 чоловіків;  на 100 жінок у віці від 18 років та старших — 106,2 чоловіків також старших 18 років.
Середній дохід на одне домашнє господарство  становив 35 102 долари США (медіана — 30 521), а середній дохід на одну сім'ю — 45 590 доларів (медіана — 36 667). Медіана доходів становила 43 750 доларів для чоловіків та 24 219 доларів для жінок. За межею бідності перебувало 37,2 % осіб, у тому числі 40,6 % дітей у віці до 18 років та 28,6 % осіб у віці 65 років та старших.
Цивільне працевлаштоване населення становило 80 осіб. Основні галузі зайнятості: мистецтво, розваги та відпочинок — 25,0 %, роздрібна торгівля — 13,8 %, будівництво — 12,5 %.